# Jürgen Muche
Jürgen Muche (* 27. März 1951 in Berlin; † 7. November 2019) war ein deutscher Pädagoge und ehemaliger Profifußballspieler.
Seit seinem zehnten Lebensjahr spielte Jürgen Muche beim Ludwigshafener SC. Von 1971 bis 1975 war er im Kader des 1. FC Saarbrücken und absolvierte dort als Torwart 65 Spiele in der Regionalliga sowie 13 Spiele in der 2. Bundesliga. Für Borussia Neunkirchen spielte er von 1975 bis 1979 und hatte dort unter anderem zehn Einsätze in der 2. Bundesliga. Während seiner Amateurzeit kam er außerdem vierzehn Mal für die Amateurnationalmannschaft zum Einsatz und gewann mit dieser am 28. April 1974 in Rijeka (gemeinsam mit Jugoslawien zum Sieger erklärt) den UEFA Amateur Cup.
Nach dem Ende seiner Sportlerkarriere begann er eine Berufslaufbahn als Lehrer. Im Anschluss an sein Germanistik- und Sportstudium war er von 1978 bis 1988 am Illtal-Gymnasium Illingen als Lehrer für Deutsch und Sport tätig. 1989 promovierte er über Lebendiges Lernen im Literaturunterricht. Von 1994 bis 1996 unterrichtete er am Ludwigsgymnasium Saarbrücken. Danach war er bis 1997 an der Universität des Saarlandes tätig. Von 1998 bis 2005 lebte Jürgen Muche in Südafrika und unterrichtete an der Deutschen Internationalen Schule Kapstadt. Nach seiner Rückkehr nach Deutschland lehrte er 2006 ein halbes Jahr am Saarpfalz-Gymnasium in Homburg, bis er wieder ans Ludwigsgymnasium wechselte.
Jürgen Muche war mit Hiltrud Neuberger, der Tochter von Hermann Neuberger, verheiratet. Gemeinsam haben sie eine Tochter und zwei Söhne.

## Veröffentlichungen
- „Partiell mächtig“. Zur Überwindung von „Prokrustem“ im Alltag des Sportunterrichts oder: Wie kann man Schüler als Personen achten, ohne den Stoff zu vernachlässigen? In: Sportpädagogik. ISSN 0171-4953. 1987, Heft 6, S. 49–53.
- Lebendiges Lernen im Literaturunterricht. Ein Beitrag zur fachdidaktischen Rezeption der themenzentrierten Interaktion (TZI). Röhrig, St. Ingbert 1989. ISBN 392455532X
- Interwriting: Dialogisches Schreiben im Literaturunterricht. In: Themenzentrierte Interaktion. ISSN 0934-5272. 1991, Heft 1, S. 75–84.
- SCHINA – Schüler/innen in Aktion. In: Themenzentrierte Interaktion. ISSN 0934-5272. 1997, Heft 2, S. 65–76.